# 福岡工業大学吹奏楽団
福岡工業大学吹奏楽団（ふくおかこうぎょうだいがくすいそうがくだん、Fukuoka Institute of Technology Wind Symphony）は、日本のアマチュア吹奏楽団。福岡工業大学に属する吹奏楽クラブである。2023年時点で全日本吹奏楽コンクールに通算22回出場している（金賞5回、銀賞16回、銅賞1回）。

## 歴史
- 1963年 創部
- 1982年 全日本吹奏楽コンクール初出場（指揮：鈴木孝佳）
- 1985年 - 1987年 全日本吹奏楽コンクールで初の3年連続出場
- 2004年 全日本アンサンブルコンテスト初出場、全日本吹奏楽コンクールで初の金賞受賞（指揮：柴田裕二）
- 2009年 第11回瀬戸口藤吉翁記念行進曲コンクール（鹿児島県垂水市）でグランプリ受賞
- 2013年 全日本アンサンブルコンテストで初の金賞受賞
- 2017年 全日本吹奏楽コンクール通算5度目となる金賞受賞[1]

## 全日本吹奏楽コンクールの成績
| 年   | 回                  | 指揮者              | 課題曲                                                            | 自由曲 | 賞                          |
| ---- | ------------------- | ------------------- | ----------------------------------------------------------------- | --- | --------------------------- |
| 1966 | 14                  | 小野照三            | 吹奏楽のための小狂詩曲 大栗裕                                     | 第2組曲より 行進曲 ホルスト                                                                                       | 西部大会：2位               |
| 1967 | 15                  | 藤野富治            | 吹奏楽のためのディベルティメント 兼田敏                           | 歌劇「ローエングリン」より エルザの大聖堂への行列 ワーグナー                                                      | 西部大会：2位               |
| 1982 | 30                  | 鈴木孝佳            | D：サンライズ・マーチ 岩河三郎                                    | 「ソワレ・ミュージカル」 より I. 行進曲 III. チロル風舞曲 Ⅳ. ボレロ Ⅴ. タランテラ ベンジャミン・ブリテン/ブラウン | 銅                          |
| 1984 | 32                  | 鈴木孝佳            | C：シンフォニエッタ 三上次郎                                      | コラールとアレルヤ ハンソン                                                                                       | 九州大会：金 （代表ならず） |
| 1985 | 33                  | 鈴木孝佳            | D：ポップ ステップ マーチ 森田一浩                                | 小組曲 A.リード                                                                                                   | 銀                          |
| 1986 | 34                  | 鈴木孝佳            | C：吹奏楽のための序曲 間宮芳生                                    | ルイ・ブルジョアの讃美歌による変奏曲 スミス                                                                       | 銀                          |
| 1987 | 35                  | 鈴木孝佳            | D：ムービング・オン 川上哲夫                                      | 百年祭祝典序曲 バーンズ                                                                                           | 銀                          |
| 1995 | 43                  | 柳英成              | II：スプリング・マーチ 大石美香                                   | バレエ組曲「シルヴィア」より 前奏曲、狩の女神 ドリーブ/デルベック                                                 | 九州大会：銅                |
| 1996 | 44                  | 柳英成              | Ⅳ：はるか、大地へ 上岡洋一                                        | 歌劇《ローエングリン》より エルザの大聖堂への行列 ワーグナー/カイエ                                               | 九州大会：銀                |
| 1997 | 45                  | 柳英成              | マーチ「ライジング・サン」 新井千悦子                             | オセロ A.リード                                                                                                   | 九州大会：銀                |
| 2000 | 48                  | 岸下夏希            | I：道祖神の詩 福島弘和                                            | 歌劇《ローエングリン》より エルザの大聖堂への行列 ワーグナー/カイエ                                               | 九州大会：銀                |
| 2001 | 49                  | 柴田裕二            | Ⅳ：行進曲「SLが行く」 若杉海一                                    | 歌劇《魔笛》 モーツァルト/ウィンターボトム                                                                        | 九州大会：銅                |
| 2002 | 50                  | 柴田裕二            | III：ミニシンフォニー 変ホ長調 原博                               | ウィンドアンサンブルのための幻想曲「不思議な旅」より III. 夢で見た島 Ⅳ. 褐色の大地 小長谷宗一                     | 銀                          |
| 2003 | 51                  | 柴田裕二            | Ⅳ：マーチ「ベスト・フレンド」 松浦伸吾                            | シンフォニック・バンドのための幻想曲「山の物語」 小長谷宗一                                                       | 銀                          |
| 2004 | 52                  | 柴田裕二            | Ⅳ：鳥たちの神話 藤井修                                            | シンフォニックバンドのためのパッサカリア 兼田敏                                                                   | 金                          |
| 2005 | 3出制度により不出場 | 3出制度により不出場 | 3出制度により不出場                                               | 3出制度により不出場                                                                                               |                             |
| 2006 | 54                  | 柴田裕二            | I：架空の伝説のための前奏曲 山内雅弘                              | 交響曲第1番「指輪物語」より I. 魔法使いガンダルフ デ＝メイ                                                        | 銀                          |
| 2007 | 55                  | 柴田裕二            | I：ピッコロマーチ 田嶋勉                                          | バレエ音楽「シバの女王ベルキス」 レスピーギ/小長谷宗一                                                            | 銀                          |
| 2008 | 56                  | 柴田裕二            | Ⅳ：天馬の道 ～吹奏楽のために 片岡寛晶                             | アンティフォナーレ ネリベル                                                                                       | 銀                          |
| 2009 | 3出制度により不出場 | 3出制度により不出場 | 3出制度により不出場                                               | 3出制度により不出場                                                                                               |                             |
| 2010 | 58                  | 柴田裕二            | Ⅴ：吹奏楽のためのスケルツォ第2番《夏》 鹿野草平                   | 波の穂 長生淳 | 銀                          |
| 2011 | 59                  | 柴田裕二            | Ⅴ：「薔薇戦争」より戦場にて 山口哲人                              | 復興 保科洋 | 金                          |
| 2012 | 60                  | 柴田裕二            | Ⅴ：香り立つ刹那 長生淳                                            | 交響曲第4番 より Ⅳ. チャイコフスキー/ハインズレー                                                                 | 金                          |
| 2013 | 3出制度により不出場 | 3出制度により不出場 | 3出制度により不出場                                               | 3出制度により不出場                                                                                               |                             |
| 2014 | 62                  | 柴田裕二            | Ⅴ：きみは林檎の樹を植える 谷地村博人                              | 交響詩「ローマの祭り」より 主顕祭 レスピーギ/中村睦郎                                                             | 銀                          |
| 2015 | 63                  | 柴田裕二            | Ⅴ：暁闇の宴 朴守賢                                                | 楓葉の舞 長生淳                                                                                                   | 銀                          |
| 2016 | 64                  | 柴田裕二            | Ⅴ：焔 島田尚美                                                    | バレエ音楽「中国の不思議な役人」 バルトーク/加養浩幸                                                              | 金                          |
| 2017 | 65                  | 柴田裕二            | V：メタモルフォーゼ〜吹奏楽のために 川合清裕                      | 交響曲第5番「革命」 より 第4楽章 ショスタコーヴィチ/上埜孝                                                        | 金                          |
| 2018 | 66                  | 柴田裕二            | V：エレウシスの祭儀 咲間貴裕                                      | バレエ組曲 「火の鳥」より 1919年版 ストラヴィンスキー/デューカー                                                  | 銀                          |
| 2019 | 67                  | 松井裕子            | Ⅴ:ビスマス・サイケデリアI 日景貴文                                | 3つの交響的素描「海」より 風と海との対話 ドビュッシー/佐藤正人                                                    | 銀                          |
| 2021 | 69                  | 松井裕子            | Ⅴ:吹奏楽のための「幻想曲」－アルノルト・シェーンベルク讃 尾方凜斗 | 「交響曲第4番」より D.マスランカ                                                                                  | 銀                          |
| 2022 | 70                  | 松井裕子            | Ⅴ:憂いの記憶-吹奏楽のための 前川保                                | 宇宙の音楽 P.スパーク                                                                                             | 銀                          |
| 2022 | 71                  | 松井裕子            | Ⅲ:レトロ 天野正道                                                 | ルイ・ブルジョアの讃美歌による変奏曲 C.T.スミス                                                                   | 銀                          |

## 全日本アンサンブルコンテストの成績
| 年   | 回 | 編成               | 曲目/作曲                                      | 賞 |  |
| ---- | -- | ------------------ | ---------------------------------------------- | -- |  |
| 1982 | 5  | クラリネット四重奏 | ソナタ T.アルビノーニ                          | 銀 |  |
| 2004 | 27 | 金管八重奏         | もう一匹の猫「クラーケン」 C.ヘーゼル          | 銅 |  |
| 2007 | 30 | 金管八重奏         | 第7旋法による8声のカンツォン第2番 G.ガブリエリ | 銀 |  |
| 2012 | 35 | 金管八重奏         | ディヴェルティメント R.プレムル                | 金 |  |
| 2013 | 36 | クラリネット四重奏 | スリー・ラテン・ダンス P.ハイケティック        | 銀 |  |
| 2014 | 37 | クラリネット四重奏 | ディヴェルティメント A.ウール                  | 銀 |  |
| 2016 | 39 | サキソフォン四重奏 | グラーヴェとプレスト J.リヴィエ                | 銀 |  |
| 2017 | 40 | サキソフォン四重奏 | 「サキソフォン四重奏曲」より G.ラクール        | 金 |  |
| 2018 | 41 | 管打楽器八重奏     | ミステリック・ブラス J.グラステイル            | 金 |  |
| 2019 | 42 | クラリネット四重奏 | 超絶技巧練習曲第七番「アニマンド」 阿部勇一    | 金 |  |
| 2020 | 43 | クラリネット四重奏 | 超絶技巧練習曲 第八番「瞋恚之炎」 阿部勇一     | 金 |  |
| 2022 | 45 | 木管六重奏         | 「青春」より L.ヤナーチェク                    | 金 |  |

## 公演・出演
- 定期演奏会 - 毎年2月頃、福岡工業大学アリーナシンフォニーホールにて開催
- 地方公演 - 毎年各地方で開催
- その他 - 入学式、学文祭やオープンキャンパスなどの学内演奏、吹奏楽祭、依頼演奏[2]など